# Чопилки
Чопи́лки — село в Україні, в Ташанській сільській громаді Бориспільського району Київської області. Населення становить 233 особи. Орган місцевого самоврядування - Горбанівський старостинський округ,  Ташанської сільської громади.

## В складі Ташанської сільської громади
Село Чопилки як частина Горбанівської сільради 30 червня 2019 увійшла до складу Ташанської ОТГ.
В 2020 році розвиток села на жаль майже не відбувався, бо громаду не включили до Державного бюджету. В листопаді 2020 року Ташанське НВО отримало новий шкільний автобус, яким підвозять дітей з с. Горбані та Чопилки, а також з сіл Дениси, Положаї та Шевченкове. В грудні цього ж року було відреставровано церкву у Чопилках.
З 14 жовтня 2021 року у Чопилках проводиться фестиваль до Дня захисника та захисниць України.

В 2023 році проведено поточний ямковий ремонт по вулиці Шевченка, вартістю понад 1,5 млн грн. Зроблено висипку по вулиці Богдана Хмельницького та облаштовано асфальтний під'їзд до кладовища. У селі було встановлено дитячий майданчик.
Також за власний кошт власника компанії Ерідон облаштовано щебеневу дорогу від кладовища до межі з Черкаською областю.

## Історія
З 1779 року у селі є церква св. Миколая
Є на мапі 1812 року
1910 - село Чепилки (Чепили) з х.Тесленка Ташанської волості Переяславського повіту Полтавської губернії, 181 господарство, 1100 осіб обох статей з найманими робітниками.

## Економіка
В селі діє ферма компанії Ерідон з вирощування мармурової яловичини із елітних порід бичків. 

## Відомі люди
- Швачко Олексій Филимонович — український кінорежисер школи Олександра Довженка, режисер культової кінострічки «Мартин Боруля».